# 蒺藜 (武器)

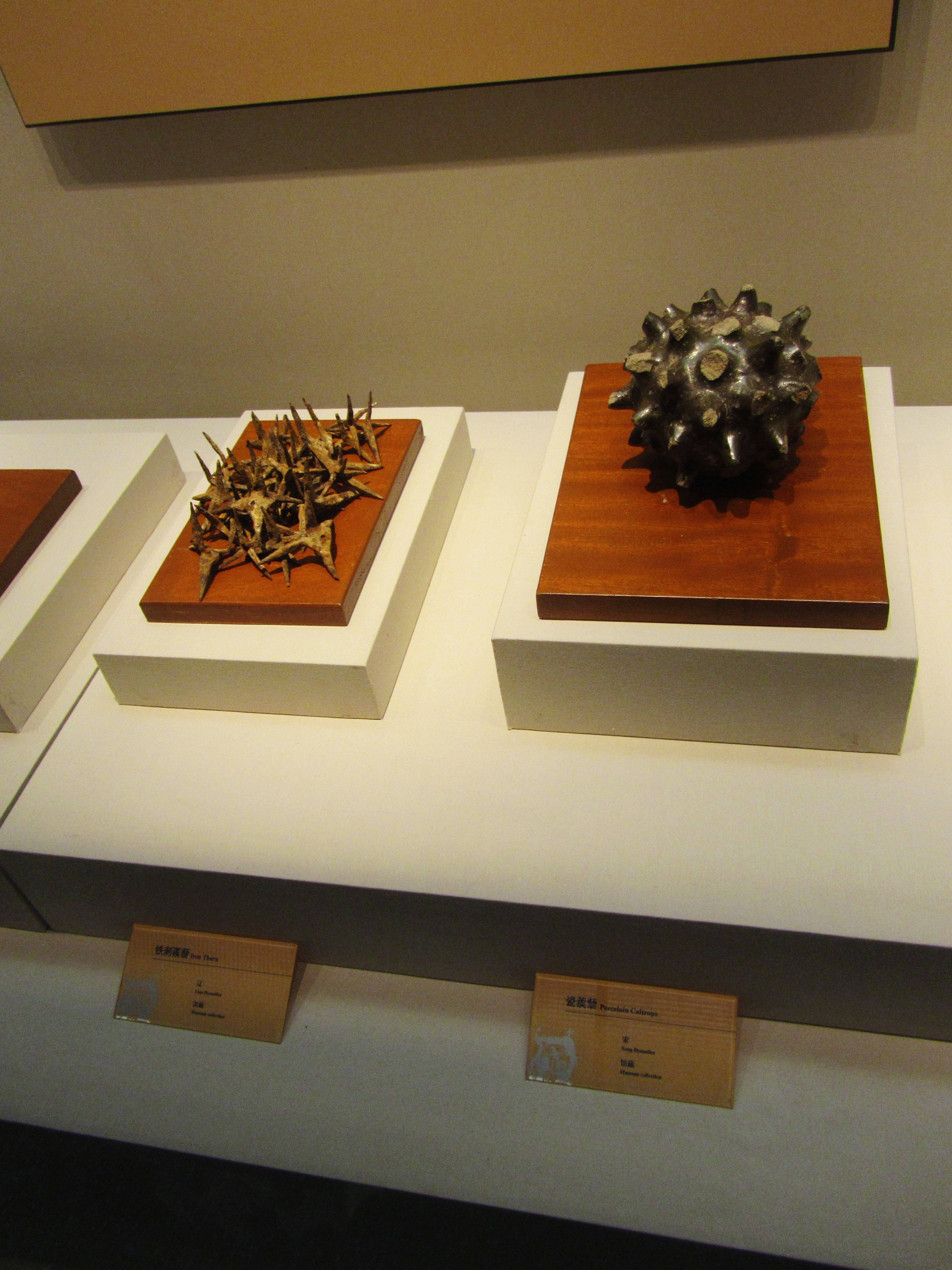
辽代铁刺蒺藜和宋代瓷蒺藜，现藏徐州博物馆。

蒺藜原为一种植物，后来被用来形容一种武器，四角分叉，置於地上時其中一角自然向上，用来阻碍敌军的人马通过。铁制的称为铁蒺藜。也因狀似雞爪，又稱雞爪釘，利用尖銳的利角能有效地刺破輪胎的特性，可用於阻攔車輛前進，比如警察追緝開車的嫌犯就能派上用場。
在武俠小說中，淬毒的铁蒺藜是常見的暗器，如唐門的毒蒺藜。